# Desider Galský
Desider Galský (25. března 1921, Michalovce, Slovensko – 24. listopadu 1990, Praha) byl československý spisovatel a publicista židovského původu pocházející ze Slovenska.

## Život
Po studiu historie v Praze pracoval v rozhlase a na ministerstvu zahraničních věcí. Od roku 1951 se však musel osm let živit jako dělník v ČKD Praha. V roce 1959 mohl začít pracovat jako nakladatelský redaktor a začal také publikovat. Postupně se také stal význačným činitelem české židovské komunity. Od roku 1979 řídil Věstník Židovských náboženských obcí a Židovskou ročenku a roku 1980 byl zvolen předsedou Rady židovských náboženských obcí v České republice. Zemřel na následky automobilové nehody.
Jako spisovatel se zaměřoval na historické náměty a jako publicista řešil především problematiku mezinárodních vztahů.
Zemřel roku 1990 v Praze. Pohřben byl na Novém židovském hřbitově na Olšanech.

## Dílo
- Japonsko hledá cestu (1958), přehled politického vývoje Japonska od konce druhé světové války.
- Dvě soustavy – dvě cesty (1959), přehled mezinárodní situace.
- Panamské dobrodružství (1961), vylíčení vzniku i dramatického uskutečňování myšlenky spojení dvou oceánů umělým průplavem.
- Světové události 1945–1961 (1963), příručka.
- Hazard pana Lessepse (1966), reportáž soustřeďující se na diplomatické zákulisí kolem stavby
- Kdo je kdo ve 20. století (1967), příručka, životopisy politiků, diplomatů, osobností dělnického a mírového hnutí, publicistů a vojenských činitelů.
- Král Madagaskaru (1967), dobrodružný historický román pro mládež o životě Mórice Beňovského.
- Mrtvý na útěku (1969), portrét nacistického válečného zločince Matina Bormmanna a reportážní dokument, snažící se přispět k zodpovězení otázky po tom, zda Bormann dosud žije.
- Zlato, kaučuk, diamanty (1974), příběhy pro mládež z různých historických epoch, na kterých autor ukazuje rub objevu zlata, kaučuku a diamantů, se všemi tragickými důsledky.
- Veliké dobrodružství (1983), vyprávění pro mládež o budování Panamského a Suezského průplavu.
- Miliónové objevy (1988), vyprávění pro mládež o zlatě, kaučuku, diamantech a ropě, přepracované a rozšířené vydání autorovy knihy Zlato, kaučuk, diamanty.